# Benninger Ried

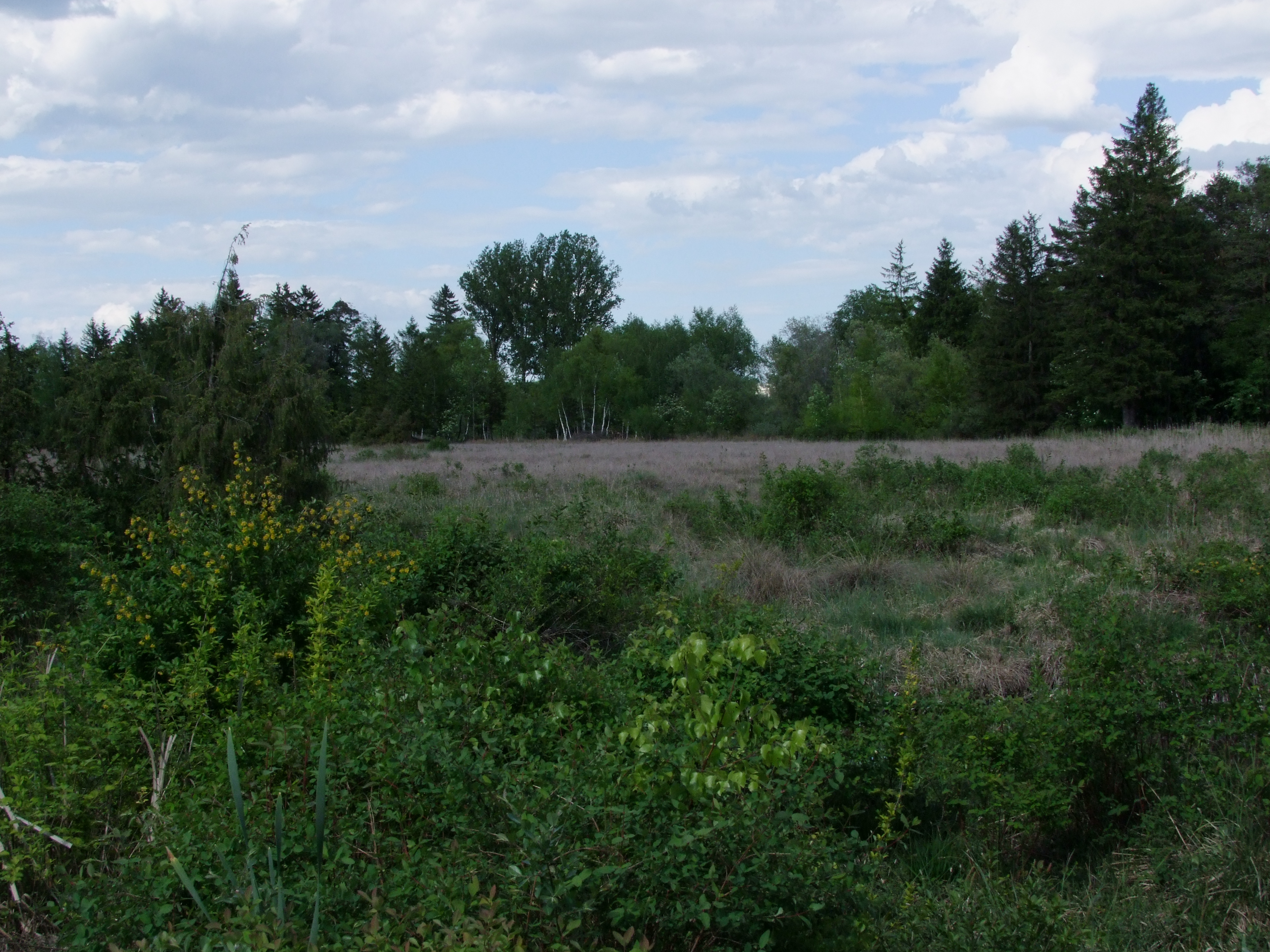
Blick in das Ried

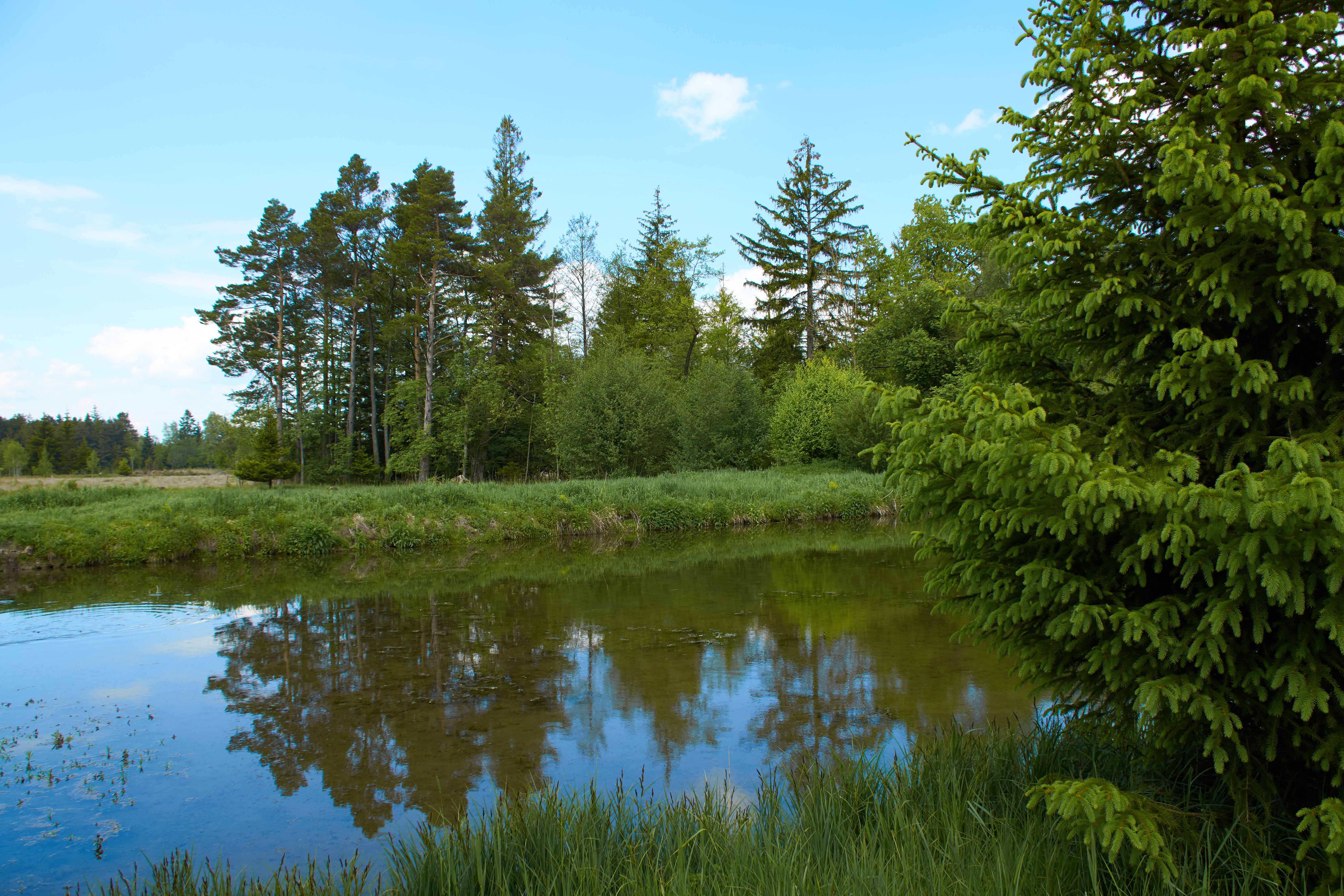
Blick auf den Riedbach

Das Benninger Ried (['bɛnɪŋɐ ri:t] ⓘ) ist eine Moorlandschaft zwischen Benningen (Unterallgäu) und Memmingen. Es steht seit 1939 unter Naturschutz. Natura 2000, das Schutzgebietsnetz der Europäischen Union, verlieh dem Landstrich 1998 unter dem gleichen Namen, aber erheblich erweitert, den Schutzstatus eines FFH-Gebietes.
Von Memmingen aus kann das Ried bequem zu Fuß erreicht und umrundet werden. Einst war diese Riedlandschaft sehr viel größer. Durch Kultivierungsmaßnahmen (Trockenlegungen) wurde es auf den heutigen unter Naturschutz stehenden Bereich zurückgedrängt.

## Geologie
Der Illergletscher der sich in der letzten Eiszeit von den Alpen bis in die Gegend vor Grönenbach vorgeschoben hatte, entließ damals die eiszeitlichen Schmelzwässer, die sich in mächtigen weitverzweigten Strömen nach Norden ergossen und das heutige „Memminger Trockental“ bildeten (Niederterrassenschotter). Heute führt die Bundesautobahn 7 und die Eisenbahnstrecke Oberstdorf – Memmingen durch diese Ebene. Westlich des Trockentals schlängelt sich die heutige Iller durch ein jüngeres, hydrologisch unabhängiges Tal. In der Gegend von Memmingen tritt das Grundwasser großflächig zutage, welches sich durch die mächtigen, in den Eiszeiten gebildeten Schotterflächen hindurchgearbeitet hat (Günz-, Mindel-, Riß- und Würmeiszeit). Auch Wasserläufe des einstigen Rheingletschers, dessen östliche Zungen bis in die Gegend von Leutkirch reichten, treffen sich in der Memminger Gegend. Während seines Durchgangs durch die Schotterschichten löst das kohlensäurehaltige Wasser teilweise den dort reichlich vorkommenden Kalk. Beim Austritt des Wassers in den nach Norden dünner werdenden und steiler als das Grundwasser abfallenden Schotterdecken wird dann der Kalk wieder ausgeschieden und es bilden sich verdickende Kalkkrusten die auch als Kalktuff bezeichnet werden.
Auf den Äckern zeigt sich dieser lockere Kalk als „Alm“, als sog. „Weißerde“. Das Wasser für die Memminger Brauerei stammt aus dem Brunnen I der Stadtwerke Memmingen südlich des Benninger Riedes.

## Flora und Fauna

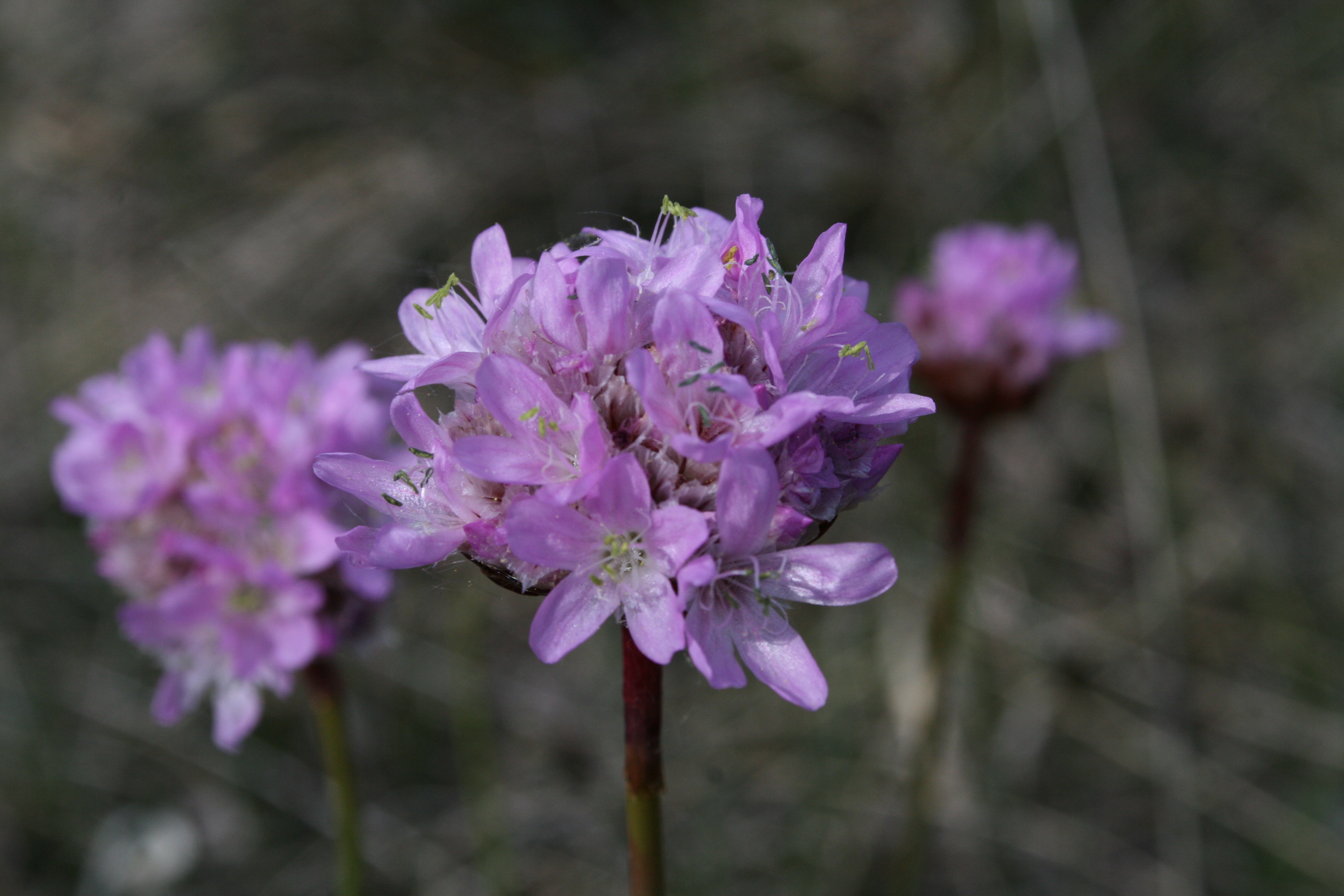
Riednelken

Auf diesen Kalkböden, zwischen Tümpeln, kleinen Seen, trockenen Riedpolstern, auf Torfmoorpolstern und entlang der Bäche entwickelte sich eine reiche Pflanzenwelt mit z. T. sehr seltenen Arten. Man findet den Kleinen Klappertopf, Wiesen-Schaumkraut, Teufelskralle, Fettkräuter, Labkräuter, Wollgras, Zittergras, Lilien u. a.
Als Prachtstück des Benninger Rieds ist aber die Purpur-Grasnelke zu nennen. Diese Riednelke (das Riednägele) hat hier im Benninger Ried ihren weltweit einzigen Standort, sie gehört somit zu den Endemiten. Vorkommen am Untersee des Bodensees sind seit den 1960er Jahren verschwunden. Von der Pflanze, die früher in dichtem Rasen wuchs, gibt es heute im Ried nur noch wenig Exemplare.
Auch die Tierwelt des Benninger Mooses ist artenreich. Kürzlich wurde ein sehr seltenes Exemplar entdeckt. Demnach soll ein Flohkrebs der Gattung Niphargus mit hoher Wahrscheinlichkeit weltweit nur in Benningen vorkommen. Neben der Riednelke wäre er, wenn die weiteren wissenschaftlichen Untersuchungen dies bestätigen, das zweite „Juwel“ des Benninger Rieds. Nach umfassenden Untersuchungen der letzten Jahre sind im Ried eine ganze Reihe von Tierarten entdeckt worden, die in Bayern und teilweise auch in Deutschland erstmals gesichtet wurden und die zum Teil auf der „Roten Liste“ stehen (Wassermilben, Zikaden und Mücken).

## Naturschutz
Das Benninger Ried ist Schwabens wichtigstes Quell- und Wassereinzugsgebiet.
Der Kalkquellensumpf des Rieds leidet unter starker Vegetationsentwicklung, und das Quellgebiet droht mit Büschen und Bäumen zuzuwachsen. Ausgelöst wurde die unheilvolle Entwicklung durch Eingriffe des Menschen (Drainagen, Bau von Häusern und Straßen, Trinkwasserentnahme), die den Wasserhaushalt des Rieds empfindlich störten. Der Grundwasserzufluss sank und damit ging im Ried die Schüttung der Quellen zurück. Es konnte sich daraufhin eine riedfremde Vegetation ansiedeln.
Wegen seiner weltweiten Bedeutung wurde das Benninger Ried 1996 in ein Naturschutz-Großprojekt aufgenommen, das aus Mitteln der LIFE-Natur-Förderung der Europäischen Union unterstützt wurde. Ziel war es, den Wasserhaushalt im Ried zu optimieren und nachhaltig zu verbessern. Dazu wurden im Ortsbereich von Benningen Drainagen verlegt, die das Wasser aus dem Siedlungsgebiet abziehen. Über ein Verteilersystem wird das Wasser dann dem Ried zugeführt, so dass der Grundwasserspiegel im Naturschutzgebiet wieder stieg. Weitere landschaftspflegerische Maßnahmen dienten und dienen noch dazu, den Lebensraum der einzigartigen Vegetation zu sichern. Obwohl das LIFE-Projekt inzwischen ausgelaufen ist, wird die Entwicklung des Benninger Rieds auch weiter wissenschaftlich betreut.
Am 10. September 2011 wurde im alten Mesnerhaus neben der Riedkapelle ein Informationszentrum zum Benninger Ried eröffnet.

## Benninger Riedkapelle

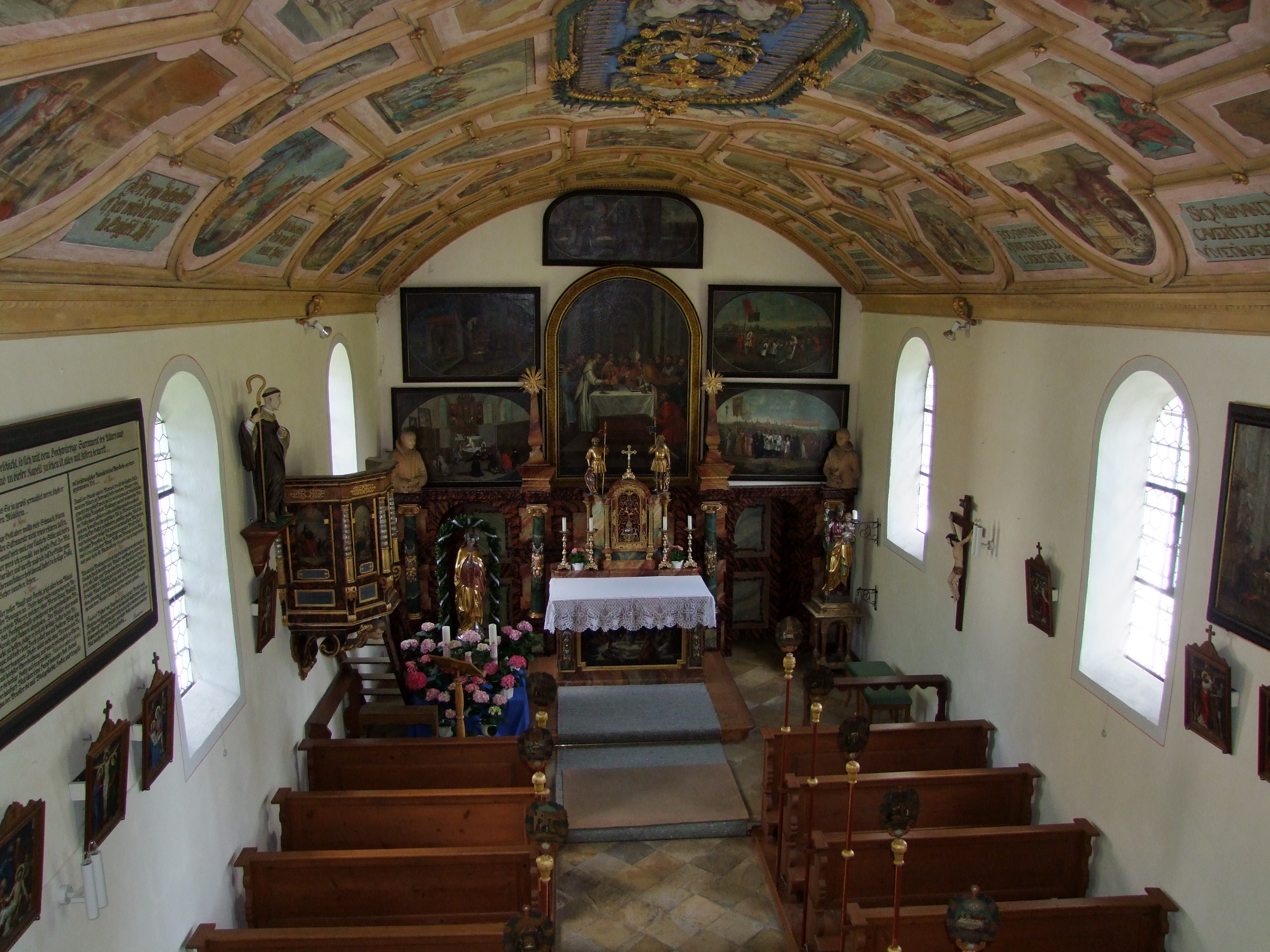
Die Riedkapelle von Innen

Am Rand des Riedes gibt es eine Riedkapelle. Sie wurde im Jahre 1218 erbaut. Alljährlich macht die Benninger Pfarrgemeinde bei ihrer Fronleichnamsprozession Station an der Kapelle. Der Grund für den Bau der Kapelle war das Benninger Hostienwunder, eine angeblich blutende Hostie.
Nach einer lokalen Legende soll im Jahre 1216 ein Müller nach der Kommunion eine Hostie mit nach Hause genommen haben und dem Nachbarmüller zwischen die Mühlsteine gelegt haben. Am Fest des heiligen Georg begann sie ob dieser Schändung zu bluten.
Innerhalb der Kapelle ist dieses „wundersame Geschehen“ vom Maler Johann Friedrich Sichelbein in Gemälden dargestellt. Aus dem Hostienwunder entwickelte sich eine Wunderhostienprozession. Bischof Friedrich von Augsburg legte die Hostie in St. Martin im nahen Memmingen zwecks würdiger Aufbewahrung in ein Schaugefäß. Ein späterer Bischof von Augsburg, Kardinal Peter von Schaumberg hat im Jahr 1447 allerdings „nach persönlicher Prüfung den eucharistischen Kult des Heiltums“ verboten.
Abt Gallus von Ottobeuren ließ die Kapelle 1674 erneuern und vergrößern, nachdem sie 1586 übel zugerichtet worden war. 1718 bekam sie einen neuen Turm. Im jetzigen Zustand wurde sie am 17. Juni 1987 nach einer umfangreichen Renovierung wieder eröffnet.